# Atletica leggera ai Giochi della XXXI Olimpiade - Salto in lungo maschile

Video ufficiale della Finale

Ai Giochi della XXXI Olimpiade, che si sono tenuti a Rio de Janeiro nel 2016, la competizione di salto in lungo maschile si è svolta il 12 e il 13 agosto presso lo Stadio Nilton Santos.

## Presenze ed assenze dei campioni in carica
Per i campionati europei si considera l'edizione del 2014.
| Competizione         | Atleta             | Prestazione | Rio 2016  |
| -------------------- | ------------------ | ----------- | --------- |
| Olimpiadi 2012       | Gregory Rutherford | 8,31 m      | Presente  |
| Commonwealth 2014    | Gregory Rutherford | 8,20 m      | Presente  |
| Europei 2014         | Gregory Rutherford | 8,29 m      | Presente  |
| Asiatici 2014        | Li Jinzhe          | 8,01 m      | Non qual. |
| Panamericani 2015    | Jeff Henderson     | 8,54 m      | Presente  |
| Mondiali 2015        | Gregory Rutherford | 8,41 m      | Presente  |
|                      |                    |             |           |
| Mondiali junior 2012 | Sergej Mordunov    | 8,09 m      | Assente   |

## La gara
Gregory Rutherford tenta la conferma del titolo conquistato quattro anni prima in patria. L'inglese è anche campione mondiale in carica.

Al primo salto ben quattro atleti superano 8,15 metri: gli statunitensi Jeff Henderson (8,20) e Jarrion Lawson (8,19), Rutherford (8,18) e il sudafricano Luvo Manyonga (8,16). A loro si aggiunge il cinese Wang Jianan che, al secondo tentativo, atterra a 8,17.

Al terzo salto Lawson sale in cima alla classifica con 8,25. Lo segue Rutherford con 8,22.

Al quarto turno l'inglese salta 8,26, ma Manyonga lo supera con 8,28 e al turno successivo atterra a 8,37.

Quando pensa di aver già vinto la gara, Henderson indovina un salto a 8,38 che gli vale l'oro.

## Risultati

### Qualificazione
Qualificazione: 8,15m (Q) o le migliori 12 misure (q).
| Posizione | Gruppo | Nome                    | Nazionalità   | Salti | Salti | Salti | Risultato | Note |
| Posizione | Gruppo | Nome                    | Nazionalità   | 1°    | 2°    | 3°    | Risultato | Note |
| --------- | ------ | ----------------------- | ------------- | ----- | ----- | ----- | --------- | ---- |
| 1         | B      | Wang Jianan             | Cina          | 8,24  |       |       | 8,24      | Q    |
| 2         | A      | Jeff Henderson          | Stati Uniti   | 8,20  |       |       | 8,20      | Q    |
| 3         | A      | Emiliano Lasa           | Uruguay       | 8,14  | 8,02  | –     | 8,14      | q    |
| 4         | A      | Luvo Manyonga           | Sudafrica     | n     | 8,12  | 8,10  | 8,12      | q    |
| 5         | A      | Ruswahl Samaai          | Sudafrica     | 8,03  | 7,96  | 7,82  | 8,03      | q    |
| 6         | A      | Henry Frayne            | Australia     | 7,96  | 7,97  | 8,01  | 8,01      | q    |
| 7         | B      | Jarrion Lawson          | Stati Uniti   | 7,99  | 7,62  | 7,96  | 7,99      | q    |
| 8         | B      | Fabrice Lapierre        | Australia     | n     | 7,96  | 7,73  | 7,96      | q    |
| 9         | A      | Huang Changzhou         | Cina          | 7,59  | 7,57  | 7,95  | 7,95      | q    |
| 10        | A      | Greg Rutherford         | Gran Bretagna | n     | n     | 7,90  | 7,90      | q    |
| 11        | A      | Kafétien Gomis          | Francia       | 7,81  | 7,67  | 7,89  | 7,89      | q    |
| 12        | B      | Damar Forbes            | Giamaica      | 7,85  | 7,68  | 7,62  | 7,85      | q    |
| 13        | B      | Radek Juška             | Rep. Ceca     | 7,64  | 7,84  | 7,83  | 7,84      |      |
| 14        | A      | Kim Deok-hyeon          | Corea del Sud | 7,42  | 7,76  | 7,82  | 7,82      |      |
| 15        | B      | Maykel Massó            | Cuba          | 7,79  | 7,73  | 7,81  | 7,81      |      |
| 16        | A      | Tyrone Smith            | Bermuda       | 7,78  | 7,81  | 7,67  | 7,81      |      |
| 17        | B      | Chan Ming Tai           | Hong Kong     | 7,79  | 7,76  | 7,42  | 7,79      |      |
| 18        | A      | Fabian Heinle           | Germania      | 7,64  | n     | 7,79  | 7,79      |      |
| 19        | B      | Bachana Khorava         | Georgia       | 7,72  | 7,77  | n     | 7,77      |      |
| 20        | B      | Jean Marie Okutu        | Spagna        | 7,75  | 7,72  | 7,53  | 7,75      |      |
| 21        | A      | Izmir Smajlaj           | Albania       | 7,72  | 7,61  | n     | 7,72      |      |
| 22        | B      | Stefan Brits            | Sudafrica     | 7,46  | 7,71  | n     | 7,71      |      |
| 23        | B      | Kanstantsin Barycheuski | Bielorussia   | 7,39  | n     | 7,67  | 7,67      |      |
| 24        | B      | Ankit Sharma            | India         | n     | n     | 7,67  | 7,67      |      |
| 25        | B      | Mike Hartfield          | Stati Uniti   | 7,66  | n     | 7,66  | 7,66      |      |
| 26        | A      | Michel Tornéus          | Svezia        | n     | 7,65  | 7,63  | 7,65      |      |
| 27        | A      | Miltiadīs Tentoglou     | Grecia        | n     | 7,64  | 7,57  | 7,64      |      |
| 28        | B      | Higor Alves             | Brasile       | 7,59  | n     | n     | 7,59      |      |
| 29        | B      | Mohammad Arzandeh       | Iran          | 7,29  | 7,23  | 7,31  | 7,31      |      |
| 30        | B      | Alyn Camara             | Germania      | 5,16  | n     | n     | 5,16      |      |
|           | A      | Gao Xinglong            | Cina          | n     | n     | n     | NM        |      |
|           | A      | Aubrey Smith            | Giamaica      | n     | n     | n     | NM        |      |

### Finale
| Record mondiale      | Mike Powell    | 8,95 m  | Tokyo             | 30 agosto 1991  |
| Record olimpico      | Bob Beamon     | 8,90A m | Città del Messico | 18 ottobre 1968 |
| Capolista stagionale | Jarrion Lawson | 8,58 m  | Eugene            | 3 luglio 2016   |

Sabato 13 agosto, ore 20:50.
| Pos.    | Atleta           | Nazione       | Salti | Salti | Salti | Salti           | Salti           | Salti           | Misura | Note                                     |
| Pos.    | Atleta           | Nazione       | 1º    | 2º    | 3º    | 4º              | 5º              | 6º              | Misura | Note                                     |
| ------- | ---------------- | ------------- | ----- | ----- | ----- | --------------- | --------------- | --------------- | ------ | ---------------------------------------- |
| Oro     | Jeff Henderson   | Stati Uniti   | 8,20  | 7,94  | 8,10  | 7,96            | 8,22            | 8,38            | 8,38   | Miglior prestazione personale stagionale |
| Argento | Luvo Manyonga    | Sudafrica     | 8,16  | n     | n     | 8,28            | 8,37            | n               | 8,37   | Miglior prestazione personale            |
| Bronzo  | Greg Rutherford  | Gran Bretagna | 8,18  | 8,11  | 8,22  | 8,26            | 8,09            | 8,29            | 8,29   |                                          |
| 4       | Jarrion Lawson   | Stati Uniti   | 8,19  | 8,15  | 8,25  | n               | n               | 7,78            | 8,25   |                                          |
| 5       | Wang Jianan      | Cina          | 7,76  | 8,17  | 7,89  | 8,05            | 8,13            | 7,88            | 8,17   |                                          |
| 6       | Emiliano Lasa    | Uruguay       | 7,93  | 7,84  | 8,04  | 8,10            | 7,92            | 7,95            | 8,10   |                                          |
| 7       | Henry Frayne     | Australia     | 7,83  | 8,06  | n     | 8,03            | 7,83            | 7,83            | 8,06   |                                          |
| 8       | Kafétien Gomis   | Francia       | 7,54  | 7,57  | 8,05  | n               | 7,55            | 7,83            | 8,05   |                                          |
| 9       | Ruswahl Samaai   | Sudafrica     | 7,97  | 7,94  | n     | Non qualificati | Non qualificati | Non qualificati | 7,97   |                                          |
| 10      | Fabrice Lapierre | Australia     | n     | 7,87  | n     | Non qualificati | Non qualificati | Non qualificati | 7,87   |                                          |
| 11      | Huang Changzhou  | Cina          | 7,78  | n     | 7,86  | Non qualificati | Non qualificati | Non qualificati | 7,86   |                                          |
| 12      | Damar Forbes     | Giamaica      | 7,63  | 7,74  | 7,82  | Non qualificati | Non qualificati | Non qualificati | 7,82   |                                          |